# Valnegra
Valnegra est une commune italienne de la province de Bergame, dans la région Lombardie.

## Administration
| Période                                  | Période | Identité    | Étiquette | Qualité |
| ---------------------------------------- | ------- | ----------- | --------- | ------- |
| 2024                                     |         | Enzo Milesi |           |         |
| Les données manquantes sont à compléter. |         |             |           |         |

### Communes limitrophes
Lenna, Moio de' Calvi, Piazza Brembana, Piazzolo.